# Damien Hardman
Pour les articles homonymes, voir Hardman.
Damian Hardman est un ancien surfeur professionnel australien (né le 23 janvier 1966 à Sydney) et actuel directeur de la plus vieille compétition au monde, la Rip Curl Bell's Beach Australia.
Il a remporté le titre mondial amateur junior en 1984 en Californie avant de passer pro et de remporter le titre mondial ASP en 1987 contre toute attente lors de la dernière épreuve de la saison, la Coke Classic (à Manly Beach, face à son compatriote Garry Elkerton).
Il remportera également le titre en 1991 en accédant à la finale du Pipeline Masters dans des conditions parfaites.
19 victoires sur le circuit principal ASP, deux fois champion (1987 et 1991), deux fois vice-champion (1988 et 1992).
Présent sur le circuit professionnel de 1984 à 2000.